# Mogens Lykketoft
Mogens Lykketoft (ur. 9 stycznia 1946 w Kopenhadze) – duński polityk, minister ds. podatków w latach 1981–1982, minister finansów w latach 1993–2000, minister spraw zagranicznych w latach 2000–2001. Przewodniczący Socialdemokraterne od 2002 do 2005, a od 2011 do 2015 przewodniczący Folketingetu.

## Życiorys
Mogens Lykketoft urodził się w Kopenhadze w 1946. Jego ojciec był handlarzem dzieł sztuki, a matka dziennikarką. W 1971 uzyskał magisterium z ekonomii na Uniwersytecie Kopenhaskim. Od 1966 był pracownikiem związanego ze związkami zawodowymi instytutu badawczego Arbejderbevægelsens Erhvervsråd.
W czasie studiów rozpoczął działalność polityczną. 8 grudnia 1981 po raz pierwszy objął mandat posła do Folketingetu (duńskiego parlamentu) z ramienia Socialdemokraterne (partii socjaldemokratycznej). Od tego czasu skutecznie ubiegał się o reelekcję w kolejnych wyborach w 1984, 1987, 1988, 1990, 1994, 1998, 2001, 2005, 2007, 2011 i 2015.
Od 20 stycznia 1981 do 10 września 1982 zajmował stanowisko ministra ds. podatków w gabinecie premiera Ankera Jørgensena. Od 25 stycznia 1993 do 21 grudnia 2000 pełnił funkcję ministra finansów, a następnie do 27 listopada 2001 ministra spraw zagranicznych w rządzie Poula Nyrupa Rasmussena. Po rezygnacji tego ostatniego ze stanowiska szefa partii Mogens Lykketoft został w 2002 jego następcą. Zrezygnował jednak z funkcji wiosną 2005 po porażce socjaldemokratów w kolejnych wyborach parlamentarnych. W tym samym roku objął funkcję rzecznika partii do spraw zagranicznych.
Po wyborach w 2011 został przewodniczącym duńskiego parlamentu. Pełnił tę funkcję do 2015. W 2014 wybrany na przewodniczącego 70. sesji Zgromadzenia Ogólnego ONZ.